# Processus d'opposition
 (janvier 2024).

Paires de couleurs opposées basées sur l'expérience NCS, y compris le noir, le blanc et les quatre teintes uniques.

Le processus d'opposition, également connu sous le nom de théorie des processus opposants ou opposés, est une théorie des couleurs qui stipule que le système visuel humain interprète les informations sur la couleur en traitant les signaux des cellules photoréceptrices de manière antagoniste. Cette théorie suggère qu'il existe trois canaux opposés, chacun comprenant une paire de couleurs opposées : rouge contre vert, bleu contre jaune et noir contre blanc (luminance).
La théorie a été proposée pour la première fois en 1892 par le physiologiste allemand Ewald Hering. Elle a été validée par différents chercheurs à la fin des années 1950, mais est critiquée depuis les années 1970 en raison d'études invalidant certains de ses aspects.

## Théorie des couleurs

### Des couleurs complémentaires
Lorsque l'œil fixe une couleur vive pendant un moment (par exemple le rouge), puis qu'il regarde ensuite un fond blanc, une image rémanente est perçue, de telle sorte que la couleur d'origine évoquera sa couleur complémentaire (le vert, dans le cas d'une entrée rouge). Lorsque des couleurs complémentaires sont combinées ou mélangées, elles « s'annulent » et deviennent neutres (blanc ou gris). Autrement dit, les couleurs complémentaires ne sont jamais perçues comme un mélange. Il n'y a pas de « rouge verdâtre » ou de « bleu jaunâtre », malgré les affirmations contraires. Le contraste de couleur le plus fort qu'une couleur puisse avoir est sa couleur complémentaire. Les couleurs complémentaires peuvent également être appelées « couleurs opposées » et constituent naturellement la base des couleurs utilisées dans la théorie du processus d'opposition.

### Teintes uniques

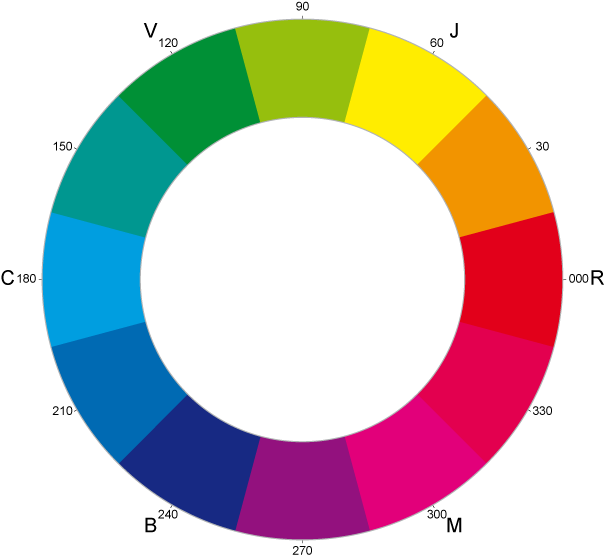
Teintes du cercle chromatique

Les couleurs qui définissent les extrêmes de chaque canal opposé sont appelées teintes uniques (en), par opposition aux teintes composites (mélangées). Ewald Hering a d'abord défini les teintes uniques comme étant le rouge, le vert, le bleu et le jaune, et les a basées sur le concept selon lequel ces couleurs ne pouvaient pas être perçues simultanément. Par exemple, une couleur ne peut pas apparaître à la fois rouge et verte.
Ces définitions ont été affinées expérimentalement et sont représentées aujourd'hui par des angles de teinte moyens de 353° (rouge carmin), 128° (vert cobalt), 228° (bleu cobalt) et 58° (jaune).
Les teintes uniques peuvent différer d'un individu à l'autre et sont souvent utilisées dans la recherche psychophysique pour mesurer les variations de perception des couleurs dues à des déficiences de vision des couleurs ou à une adaptation des couleurs. Bien qu'il existe une variabilité considérable entre les sujets lors de la définition expérimentale de teintes uniques, elles sont très cohérentes pour un même individu, à quelques nanomètres (nm) près.

## Bases physiologiques

### Relation avec l'espace colorimétrique LMS

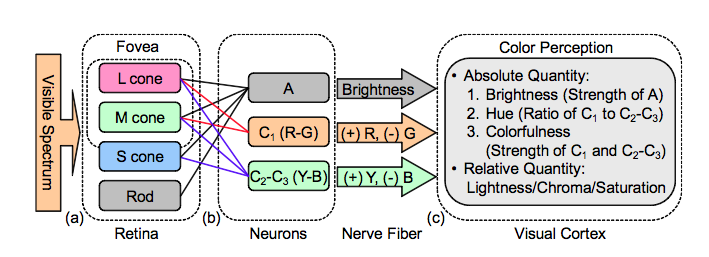
Schéma du processus d'opposition.

Bien que les théories des processus trichromatiques et opposés aient été initialement considérées comme contradictoires, il a été démontré plus tard que les mécanismes responsables du processus d'opposition reçoivent des signaux des trois types de cônes prédits par la théorie trichromatique et les traitent à un niveau plus complexe.
La plupart des humains ont trois cellules coniques différentes dans leur rétine qui facilitent la vision trichromatique des couleurs. Les couleurs sont déterminées par l'excitation proportionnelle de ces trois types de cônes, c'est-à-dire leur capture quantique. Les niveaux d'excitation de chaque type de cône sont les paramètres qui définissent l'espace colorimétrique LMS (en) . Pour calculer les valeurs tristimulus du processus des opposés à partir de l'espace colorimétrique LMS, les excitations des cônes doivent être comparées[réf. souhaitée] :
- Le canal lumineux opposé est égal à la somme des trois cellules coniques (plus les cellules bâtonnets dans certaines conditions).
- Le canal opposé rouge-vert est égal à la différence des cônes L et M.
- Le canal opposé bleu-jaune est égal à la différence du cône S et à la somme des cônes L et M.

### Bases neurologiques

Tracé log-log des fonctions de sensibilité au contraste spatial pour la luminance et le contraste chromatique.

La conversion neurologique de la couleur de l'espace colorimétrique LMS vers le processus d'opposition aurait principalement lieu dans le noyau géniculé latéral (NGL) du thalamus, mais peut également avoir lieu dans les cellules bipolaires de la rétine (en). Les cellules ganglionnaires rétiniennes transportent les informations de la rétine vers le NGL, qui contient trois grandes classes de couches :
- Couches magnocellulaires (grandes cellules) - responsables en grande partie du canal de luminance
- Couches parvocellulaires (à petites cellules) - responsables en grande partie de l'opposition rouge-vert
- Couches koniocellulaires - en grande partie responsables de l'opposition bleu-jaune

### Daltonisme
Le daltonisme peut être classé selon la cellule conique affectée (protan, deutan, tritan (en)) ou selon le canal opposé affecté (rouge-vert ou bleu-jaune). Dans les deux cas, le canal peut être soit inactif (dans le cas d'une dichromie), soit avoir une plage dynamique inférieure (dans le cas d'une trichromie anormale). Par exemple, les personnes atteintes de deutéranopie voient peu de différence entre les teintes uniques rouges et vertes.

## Histoire
Johann Wolfgang von Goethe a étudié pour la première fois l'effet physiologique des couleurs opposées dans sa Théorie des couleurs en 1810. Goethe dispose sa roue chromatique de manière symétrique « [...] car les couleurs diamétralement opposées les unes aux autres dans ce diagramme sont celles qui s'évoquent réciproquement dans l'œil. Ainsi, le jaune demande du violet ; l'orange, le bleu ; le rouge, le vert ; et vice versa. Toutes les gradations intermédiaires s'évoquent réciproquement,,. »
En 1892, Ewald Hering propose la théorie des couleurs opposées. Il pense que les couleurs rouge, jaune, vert et bleu sont spéciales car elles existent par paires opposées et toute autre couleur peut être décrite comme un mélange de celles-ci. Autrement dit, le rouge ou le vert est perçu, jamais le rouge verdâtre : même si le jaune est un mélange de rouge et de vert dans la théorie des couleurs RVB, l'œil ne le perçoit pas comme tel.
La nouvelle théorie de Hering va à l'encontre de la théorie dominante de Young-Helmholtz (théorie trichromatique), proposée pour la première fois par Thomas Young en 1802 et développée par Hermann von Helmholtz en 1850.
Les deux théories semblaient inconciliables jusqu'en 1925. À ce moment, Erwin Schrödinger parvient à les joindre et à montrer qu'elles peuvent être complémentaires.

### Validation
En 1957, Leo Hurvich (en) et Dorothea Jameson valident psychophysiquement la théorie de Hering. Leur méthode s'appelle l'annulation de teinte.
Les expériences d'annulation de teinte commencent par une couleur (par exemple le jaune) et tentent de déterminer quelle quantité de la couleur opposée (par exemple le bleu) de l'un des composants de la couleur de départ doit être ajoutée pour atteindre le point neutre,.
En 1959, Gunnar Svaetichin (en) et E. F. MacNichol Jr. recueillent des données sur la rétine de poissons et signalent trois types distincts de cellules :
- Une cellule répond par hyperpolarisation à tous les stimuli lumineux, quelle que soit la longueur d'onde. Elle est nommée cellule de luminosité.
- Une autre cellule répond par une hyperpolarisation aux longueurs d'onde courtes et par une dépolarisation aux longueurs d'onde moyennes à longues. Elle est nommée cellule de chromaticité.
- Une troisième cellule - également une cellule de chromaticité - répond par une hyperpolarisation à des longueurs d'onde assez courtes, culminant à environ 490 nm, et avec une dépolarisation à des longueurs d'onde supérieures à environ 610 nm.

Svaetichin et MacNichol appellent les cellules de chromaticité des cellules de couleur opposées jaune-bleu et rouge-vert.
Des cellules similaires opposées chromatiquement ou spectralement, incorporant souvent une opposition spatiale (par exemple centre rouge « activé » et contour vert « éteint »), ont été trouvées dans la rétine des vertébrés et le NGL au cours des années 1950 et 1960 par De Valois et al., Wiesel et Hubel, ainsi que d'autres,,,.
Suivant l'exemple de Svaetichin, ces cellules sont majoritairement appelées cellules de couleurs opposées : Rouge-Vert et Jaune-Bleu. Au cours des trois décennies suivantes, des cellules spectralement opposées sont observées dans la rétine et le NGL des primates,,,. Une variété de termes sont utilisés dans la littérature pour décrire ces cellules, notamment chromatiquement opposées ou opposantes, spectralement opposées ou opposantes, couleur de l'opposé, réponse opposée ou tout simplement cellule opposée.

## Critique et cellules de couleurs complémentaires
Il existe de nombreuses controverses quant à savoir si la théorie du processus d'opposition est la meilleure façon d'expliquer la vision des couleurs. Quelques expériences sur la stabilisation d'image (où l'on subit une perte de bordure) qui ont produit des résultats suggérant que les participants ont vu des couleurs « impossibles », ou des combinaisons de couleurs que les humains ne devraient pas être capables de voir selon la théorie des processus opposés. Cependant, ces expériences sont remises en cause par d'autres[Qui ?].
Les critiques expliquent la vision des couleurs en faisant référence aux mécanismes rétiniens, qui se produisent dans le cortex visuel du cerveau, plutôt qu'avec le processus d'opposition.
Au fur et à mesure des recherches, il est devenu clair pour de nombreux physiologistes et psychophysiciens que les couleurs opposées ne rendent pas compte de manière satisfaisante des réponses spectralement opposées d'une seule cellule. Par exemple, Jameson et D'Andrade ont analysé la théorie des couleurs opposées et ont découvert que les teintes uniques ne correspondaient pas aux réponses spectralement opposées. De Valois lui-même l'a résumé ainsi : « Bien que nous, comme d'autres, ayons été très impressionnés par la découverte de cellules opposées, conformément aux suggestions de Hering, alors que l'esprit du temps de l'époque était fortement opposé à cette notion, les premières recherches ont révélé une divergence entre les canaux perceptuels opposés de Hering-Hurvich-Jameson et les caractéristiques de réponse des cellules opposées dans le noyau géniculé latéral du macaque,. » Les recherches de Valberg, Webster et al. et Wuerger et al. appuient également les critiques du processus d'opposition.
Des expériences plus récentes montrent que la relation entre les réponses de cellules uniques de  « couleurs opposées » et l'opposition perceptuelle à la couleur est encore plus complexe qu'elle avait été supposée. Les expériences de Zeki et al. montrent que lorsque des observateurs normaux voient, par exemple, une surface verte qui fait partie d'une scène multicolore et qui reflète plus de lumière verte que rouge, elle va leur paraître verte. Son image rémanente est magenta, mais lorsque la même surface verte réfléchit plus de lumière rouge que de lumière verte, elle paraît toujours verte et son image rémanente est toujours perçue comme magenta.
Cela est également vrai pour d'autres couleurs et peut être résumé en disant que, tout comme les surfaces conservent leurs catégories de couleurs malgré de larges fluctuations dans la composition longueur d'onde-énergie de la lumière qu'elles réfléchissent, la couleur de l'image rémanente produite en visualisant les surfaces conserve également sa catégorie de couleur et est donc également indépendante de la composition longueur d'onde-énergie de la lumière réfléchie par la zone visualisée. En d'autres termes, il y a une constance dans les couleurs des images rémanentes.
Cela sert à souligner davantage la nécessité d'analyser plus profondément la relation entre les réponses des cellules individuelles opposées et l'opposition perceptuelle des couleurs, d'une part, et la nécessité de mieux comprendre si les processus physiologiques des opposés génèrent des couleurs perceptives opposées ou si ces dernières sont générées après la génération des couleurs.
En 2013, Pridmore soutient que la plupart des cellules rouge-vert analysées dans la littérature codent en fait les couleurs rouge-cyan. Ainsi, les cellules codent des couleurs complémentaires au lieu de couleurs opposées. Pridmore a également signalé la présence de cellules vert-magenta dans la rétine et l'aire visuelle V1. Il soutient que les cellules Rouge-Vert et Bleu-Jaune devraient plutôt être appelées cellules complémentaires « vert-magenta », « rouge-cyan » et « bleu-jaune ».
En 2023, un essai d'opinion de 2023 de Conway, Malik-Moraleda et Gibson prétend « examiner les preuves psychologiques et physiologiques de la théorie des couleurs opposées » et conclut sans détour que « la théorie est fausse,. » « Un nouveau codage, le codage basé sur l'utilité, est apparu comme une alternative pour comprendre les mécanismes perceptifs et biologiques, et il pourrait s'avérer utile pour relier ces deux domaines de connaissance. »